# グレート・ブリテン島の小さい家

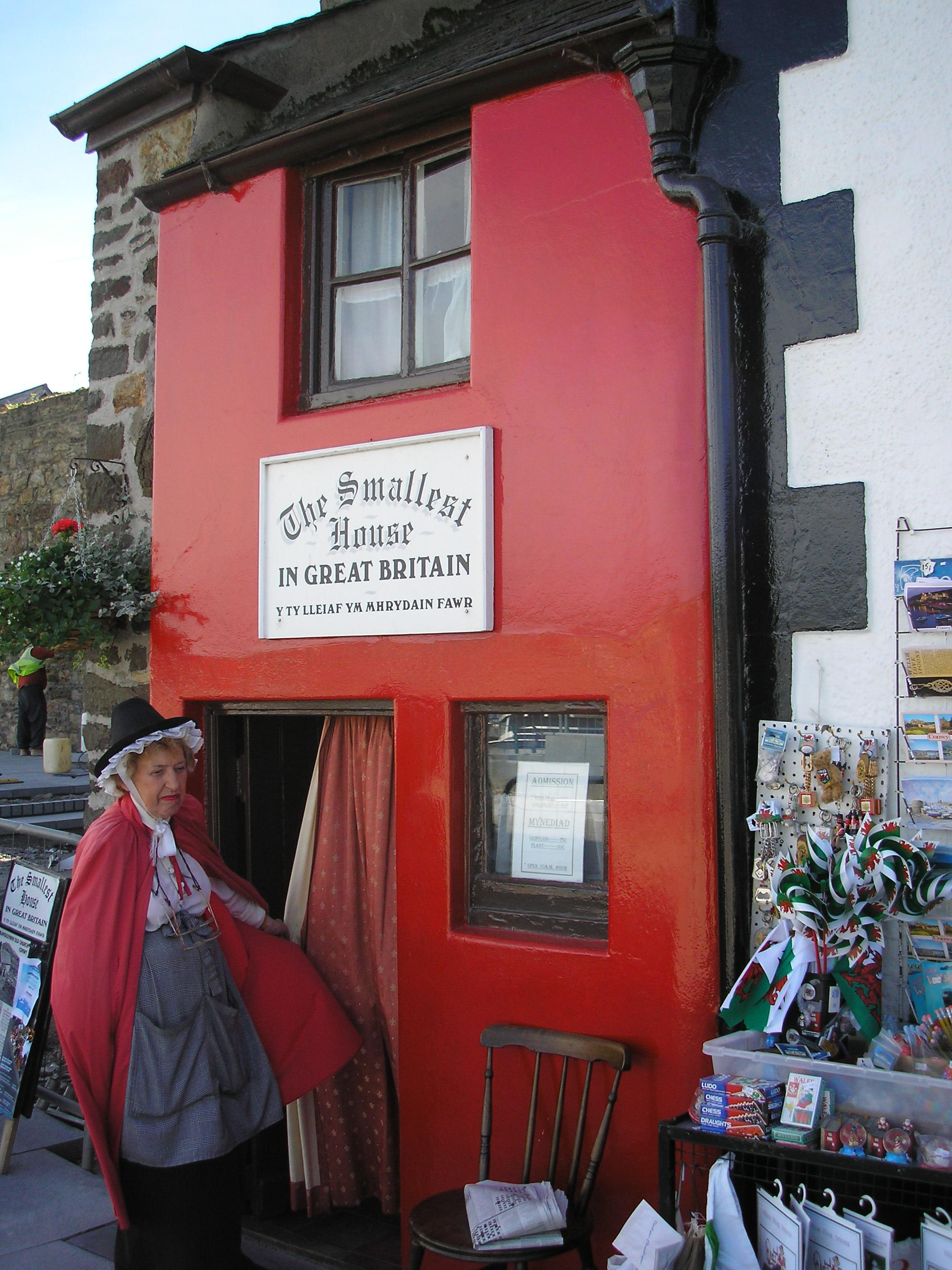
グレート・ブリテン島の小さい家

グレート・ブリテン島の小さい家（The Smallest House in Great Britain）又はキーハウス（Quay House）は、ウェールズのコンウィの河岸（quay キー）にある観光名所である。家は、床面積が3.05m×1.8m（10フィート×6フィート）、高さが10フィート2インチで、16世紀から1900年まで住宅として使用されていた。名前のとおり、これは英国で最も小さい家である。
1900年まで家は住居として使われており、このときの所有者は、身長6フィート3インチ（1.9メートル）のロバート・ジョーンズという漁師だった。部屋が小さすぎたため、彼は家の中で完全に立つことができなかった。結局、議会により家が人間の住居に適さないことが決議され、家を出て行くことを強いられた。家は、いまだに彼の子孫によって所有されている。2006年6月には、家の付近で道路工事が行われ、家を訪れる観光客が50%減少した。
家は現在赤色である。コンウィ城壁の近くに建っており、£1.00（子供は50p）で入場できる。内部には、家に関する情報が展示されている。2階は非常に狭く、1台のベッドと横のキャビネットしか置く余地がない。観光客は2階を歩き回ることはできないが、踏み台を使って見ることができる。
家には、ちょうど1台のストーブ、給水栓、キャビネット、ベッドを置くだけの空間がある。